# Élections législatives partielles de 1995 en Ille-et-Vilaine
Les élections législatives françaises partielles de 1995 en Ille-et-Vilaine se sont déroulées le 18 juin 1995 dans la 5e circonscription et le 8 octobre 1995 dans la 4e circonscription. Elles sont convoquées à la suite du départ d'Alain Madelin et de Pierre Méhaignerie du gouvernement et à la démission de leur suppléant.

## Résultats

### Résultats par circonscription

#### Cinquième circonscription (Vitré)
|                | Pierre Méhaignerie sortant réélu | UDF (CDS)      | 36 914 | 71,45  |  |  |  |
|                | Denis Stalder                    | PS             | 8 988  | 17,40  |  |  |  |
|                | Henry Leroy                      | FN             | 2 803  | 5,43   |  |  |  |
|                | Jean Le Duff                     | PCF            | 2 160  | 4,18   |  |  |  |
|                | Marie Jumelais-Brusq             | PLN            | 570    | 1,10   |  |  |  |
|                | Jean-Philippe Chauvin            | Extrême droite | 232    | 0,45   |  |  |  |
|                |                                  |                |        |        |  |  |  |
| Inscrits       | Inscrits                         | Inscrits       | 99 392 | 100,00 |  |  |  |
| Abstentions    | Abstentions                      | Abstentions    | 46 032 | 46,31  |  |  |  |
| Votants        | Votants                          | Votants        | 53 360 | 53,69  |  |  |  |
| Blancs et nuls | Blancs et nuls                   | Blancs et nuls | 1 693  | 3,17   |  |  |  |
| Exprimés       | Exprimés                         | Exprimés       | 51 667 | 96,83  |  |  |  |

#### Quatrième circonscription (Redon)
|                | Alain Madelin sortant réélu | UDF (PR)       | 22 345 | 61,10  |  |  |  |
|                | François Gérard             | PS             | 7 733  | 21,14  |  |  |  |
|                | Thierry Benoist             | FN             | 2 173  | 5,94   |  |  |  |
|                | André Chériaux              | PCF            | 1 868  | 5,11   |  |  |  |
|                | Émile Granville             | Divers gauche  | 1 396  | 3,82   |  |  |  |
|                | Jean-Pierre Gaudin          | LO             | 1 059  | 2,89   |  |  |  |
|                |                             |                |        |        |  |  |  |
| Inscrits       | Inscrits                    | Inscrits       | 87 482 | 100,00 |  |  |  |
| Abstentions    | Abstentions                 | Abstentions    | 49 852 | 56,99  |  |  |  |
| Votants        | Votants                     | Votants        | 37 630 | 43,01  |  |  |  |
| Blancs et nuls | Blancs et nuls              | Blancs et nuls | 1 056  | 2,81   |  |  |  |
| Exprimés       | Exprimés                    | Exprimés       | 36 574 | 97,19  |  |  |  |